# St. Afra (Betzigau)

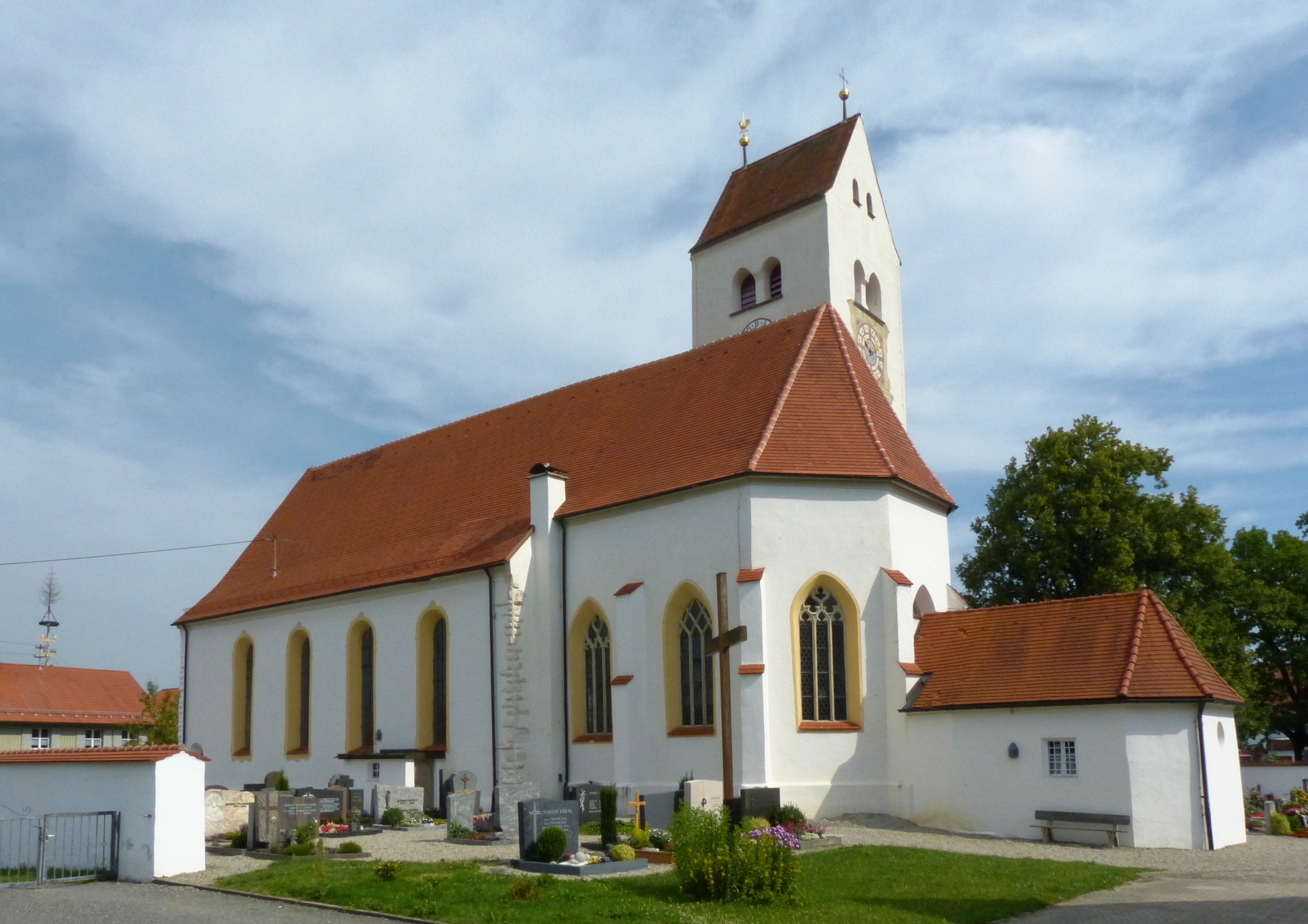
Kirche St. Afra in Betzigau

St. Afra ist die römisch-katholische Pfarrkirche in Betzigau im Allgäu (Bayern). Das im 15. Jahrhundert errichtete und später umgestaltete Kirchengebäude ist ein Baudenkmal mit der Aktennummer D-7-80-114-2 und trägt das Patrozinium der Märtyrerin Afra von Augsburg, deren Patroziniumsfest am 7. August begangen wird.

## Geschichte

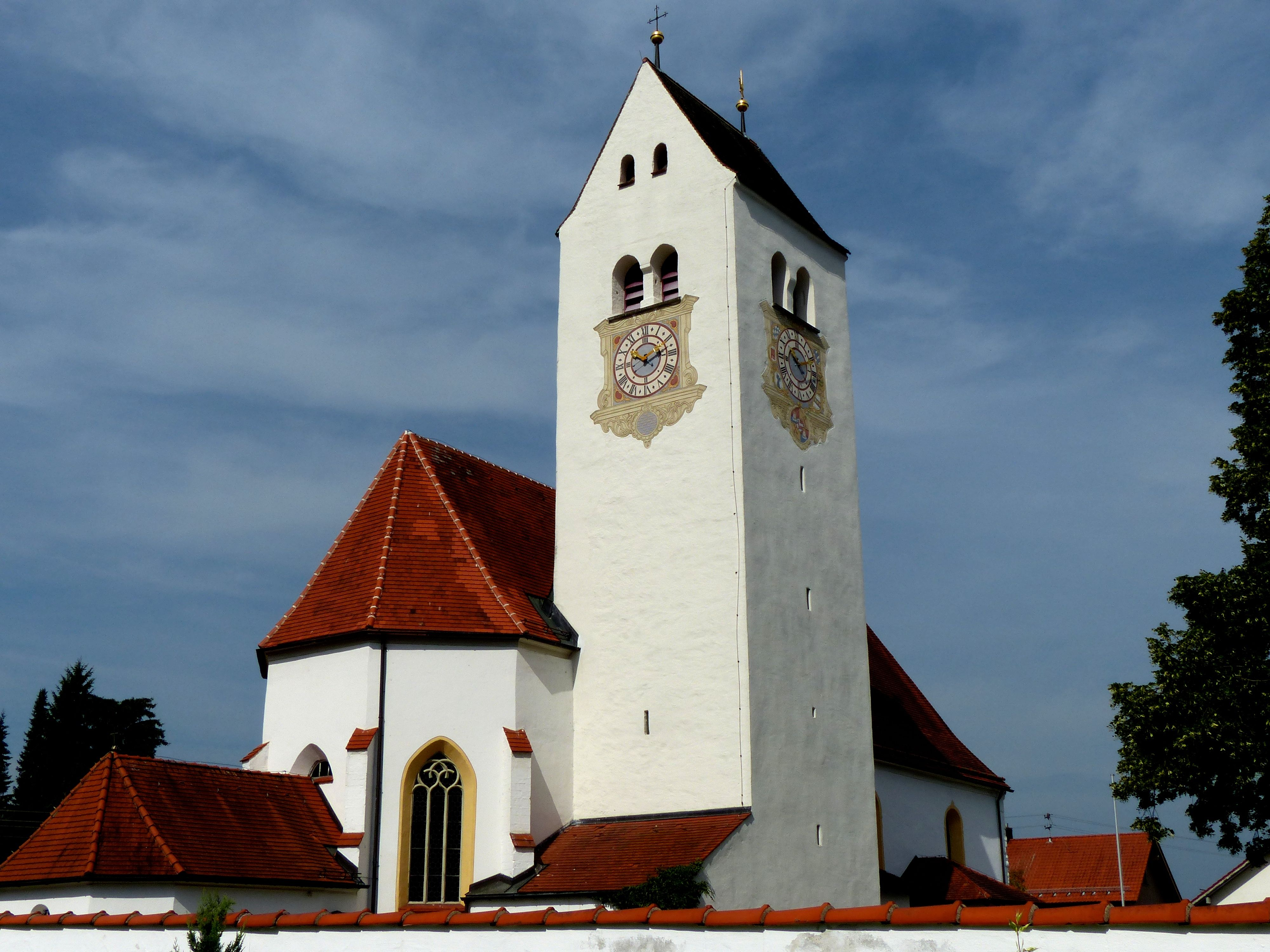
Ansicht von Nordosten

Ein Vorgängerbau der heutigen Kirche ist im Jahr 1439 beurkundet (Stiftungsbrief eines Hanns Wiedemann aus Leiterberg). Von diesem Bau stammt vermutlich der Kirchturm, dessen bis zu zwei Meter dicke Mauern aus Rollsteinen gemauert sind. Ob weitere Bauteile in den heutigen Bau einbezogen sind, ist nicht festgestellt. 1498 ließ der Kemptener Fürstabt Johann von Riedheim die Kirche zu einer spätgotischen Filialkirche ausbauen. Als Filialkirche ist sie der Pfarrei St. Mang in Kempten angegliedert, bis sie 1466 dann durch die Franziskaner des Klosters St. Bernhardin in Lenzfried versorgt wird. Im Jahr 1527 wurde St. Afra zur eigenständigen Pfarrkirche erhoben. Um 1690 ist eine Renovierung dokumentiert, eine weitere Renovierungsmaßnahme ist unter dem Fürstabt Honorius Roth von Schreckenstein um 1777 belegt. Hierbei wurde die Kirche barockisiert.

### Patrozinium
Die Vorgängerkirche von 1439 war den Heiligen Maria, Pankratius, Urban und Margareta geweiht. Die Zins- und Stiftungsbriefe vor 1676 nennen eine „Pfarrkirche“, ein Stiftungsbrief eines Hanns Wagner nennt im Jahre 1676 „St. Afra“, im Jahr 1683 werden im Bruderschaftsverzeichnis „St. Afra“ und „St. Ulrich“ genannt. Vom Jahr 1791 bis 1800 werden „St. Ulrich“ und „St. Anna“, ab 1801 „St. Afra“, bis 1932 dann wieder „St. Ulrich“ und „St. Afra“, seit 1932 wieder nur „St. Afra“ genannt.

## Lage
Die grob geostete (~ 120 ° (Ost-Süd-Ost)) Kirche steht in der Mitte des Ortes und ist vom Friedhof umgeben. Direkt an der Friedhofsmauer (Nord-Ost-Seite) stehen ein Sühnekreuz und eine mächtige Linde. Auf der Straßenseite gegenüber befindet sich das Kriegerdenkmal, hinter dem der Betzigauer Bach fließt. Am Nord-Ost-Eck der Friedhofsmauer steht ein hohes, stark verwittertes Sandsteinkreuz.

## Baubeschreibung

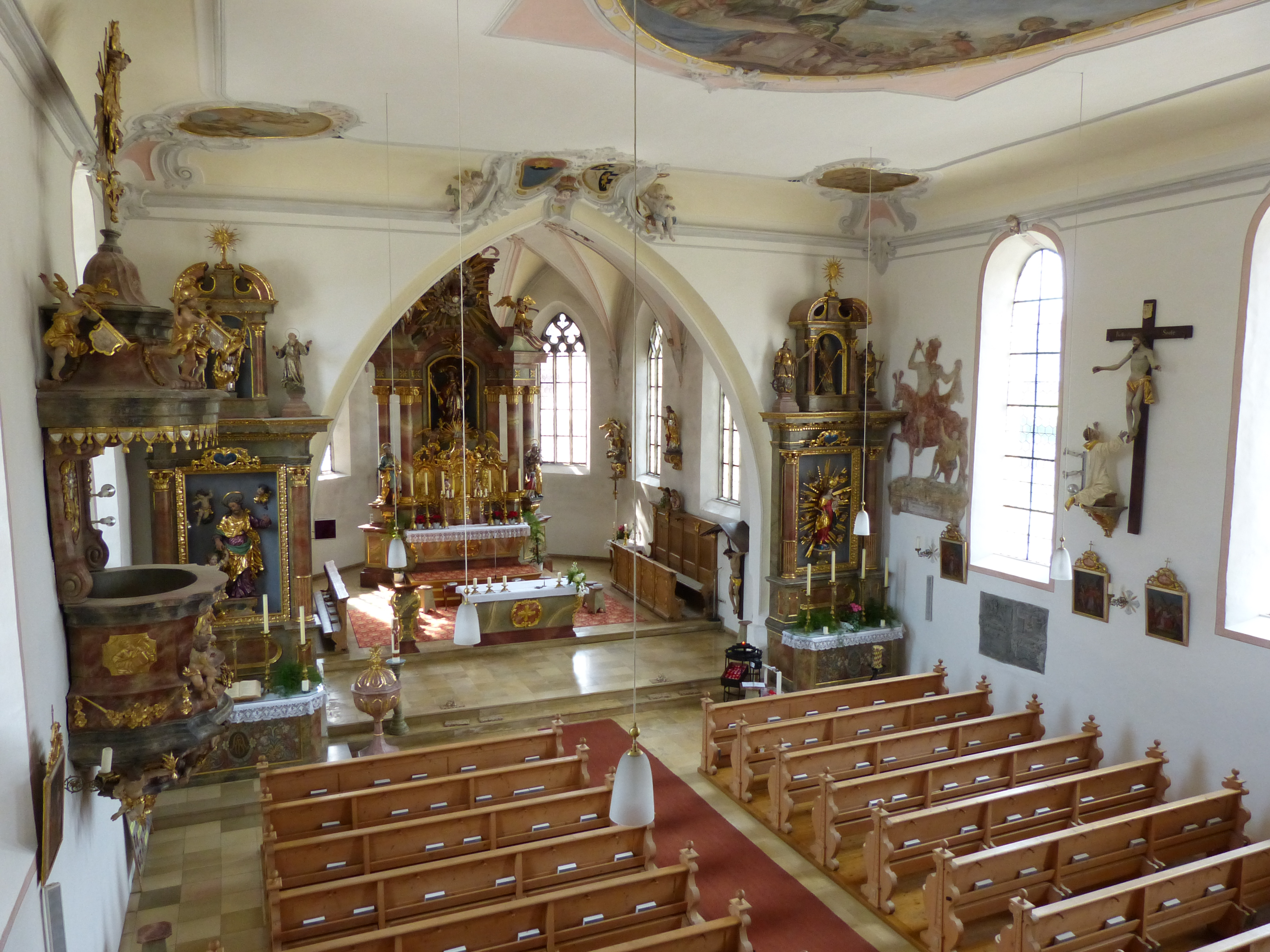
Blick in Langhaus und Chor von der Empore

Der Chorraum mit zwei Fensterachsen ist gegenüber dem Langhaus eingezogen und besitzt einen 5/8-Schluss. Vom ehemals vorhandenen spätgotischen Rippengewölbe sind nur noch die Schildbogenrippen der Stichkappen erhalten. An der Stirnseite des Chores wurde in Verlängerung im Jahr 1798 die Sakristei (etwa acht Meter lang und sechs Meter breit) angebaut. Die Außenfassade des Chores ist durch abgetreppte Strebepfeiler gegliedert. Zwischen diesen befinden sich fünf Spitzbogenfenster, wobei das östliche Fenster vermauert ist. Zwei spitzbogige Türen an der Nordseite führen in die alte Sakristei sowie in den Kirchturm. Der Chor ist etwa mit elf mal neun Meter bemessen. Durch einen spitzbogigen Chorbogen schließt sich das flachgedeckte Langhaus mit vier Rundbogenfensterachsen an. Von den vier Fensterachsen sind auf der Südseite alle vier mit Fenstern ausgestattet, auf der Nordseite drei. Ein Fenster befände sich dort, wo über das Vorzeichen und den Sandsteinbogen der Zutritt zur Kirche erfolgt. Das Langhaus ist etwa 22 Meter lang und 13 Meter breit.
Die Empore an der Westwand wurde 1920 erneuert, sie wird durch vier bemalte Säulen gestützt, die Emporenbrüstung ist in der Mitte gewölbt. Unter der Empore befinden sich in der Süd- und Nordwand des Langhauses ovale Fenster. Die Empore ist etwa sieben Meter tief.
Das Vorzeichen mit Kreuzgratgewölbe an der Nordseite bildet den Zugang zur Kirche. Der eigentliche Zugang vom Vorzeichen in das Kircheninnere erfolgt durch ein spitzbogiges Sandsteinportal mit dreifachem Profil. Das oberhalb des Eingangsportals eingemauerte Wappen aus Sandstein des Fürstabtes Johann von Riedheim ist mit 1498 bezeichnet.
Im nördlichen Chorwinkel befindet sich der wuchtige Glockenturm aus Rollsteinmauerwerk, in dessen Untergeschoss ein Tonnengewölbe vorhanden ist. Im Obergeschoss, des mit einem Satteldach gedeckten Kirchturms, sind romanisch gekuppelte Schallöffnungen vorhanden. Die Zifferblätter der Kirchturmuhr sind mit einem 1955 erneuerten Fresko umgeben. Das Fresko an der Kirchturmnordseite zeigt das Wappen des Fürstabtes Honorius Roth von Schreckenstein. Der Turm hat eine Höhe von ungefähr 33 Metern und ein Außenmaß von ungefähr sieben Metern im Quadrat. Nach Osten schließt sich an den Turm die alte Sakristei an, die mit einem Pultdach gedeckt ist.

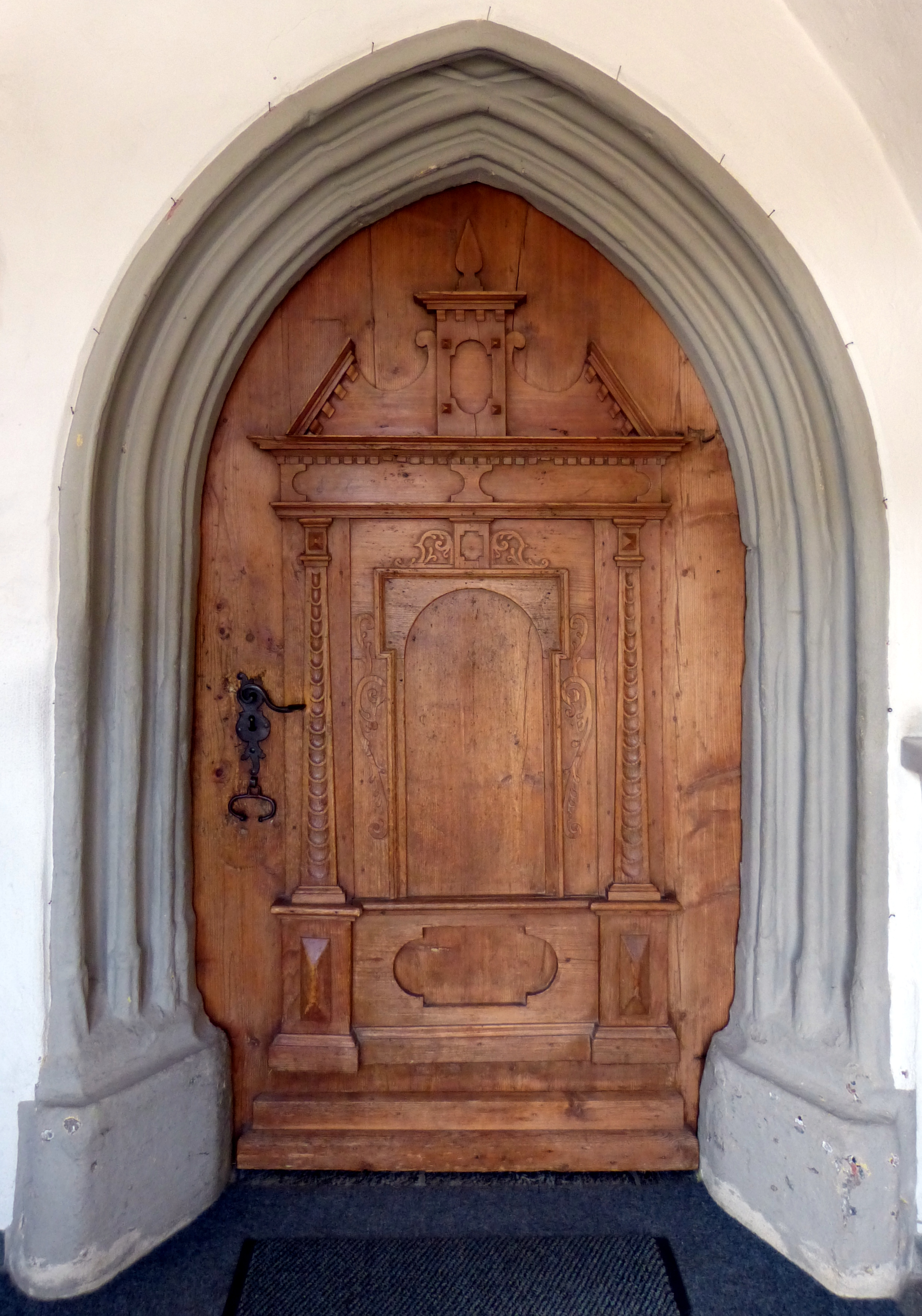
Portal und Türe vom Vorzeichen zum Langhaus
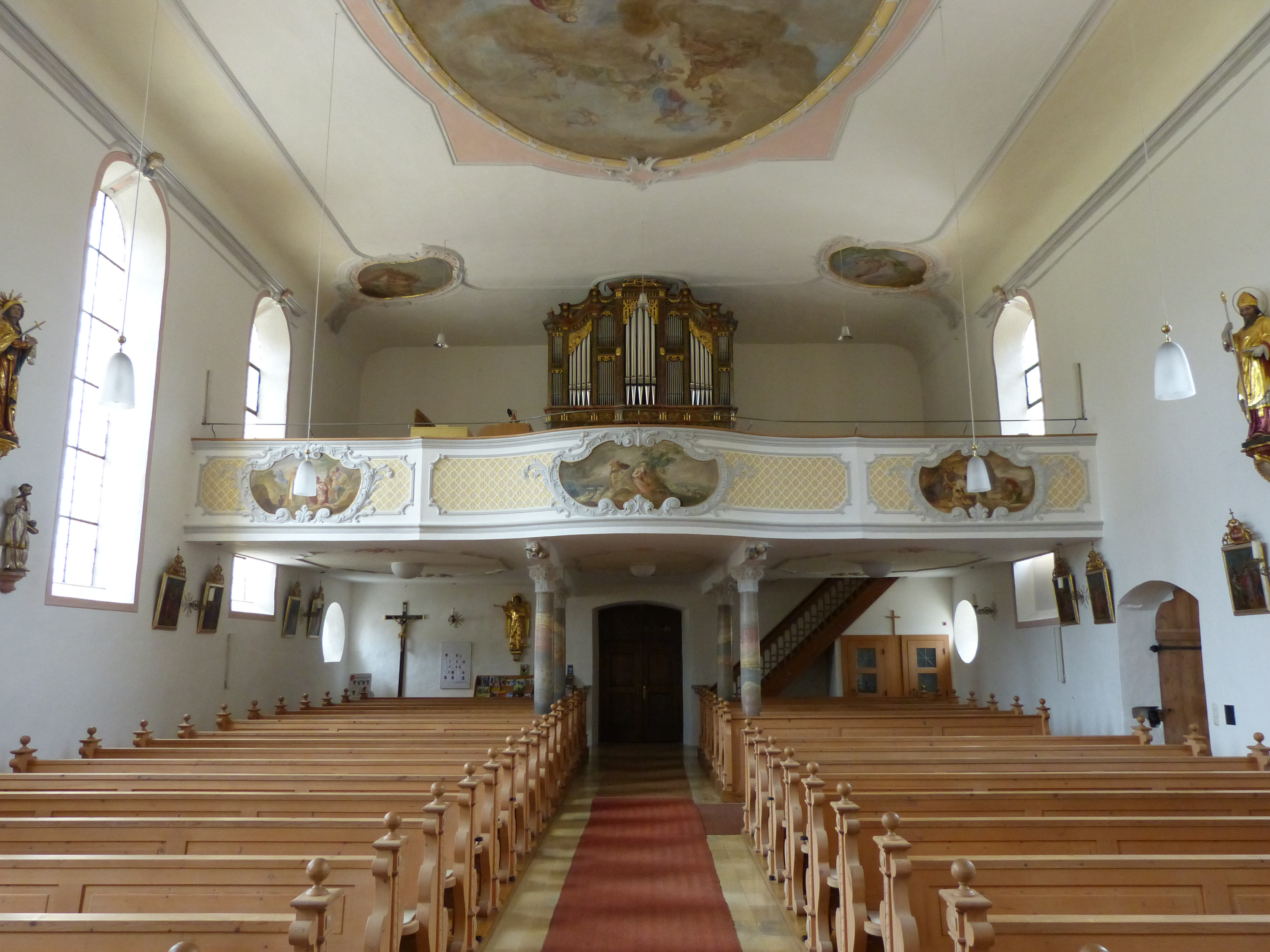
Empore
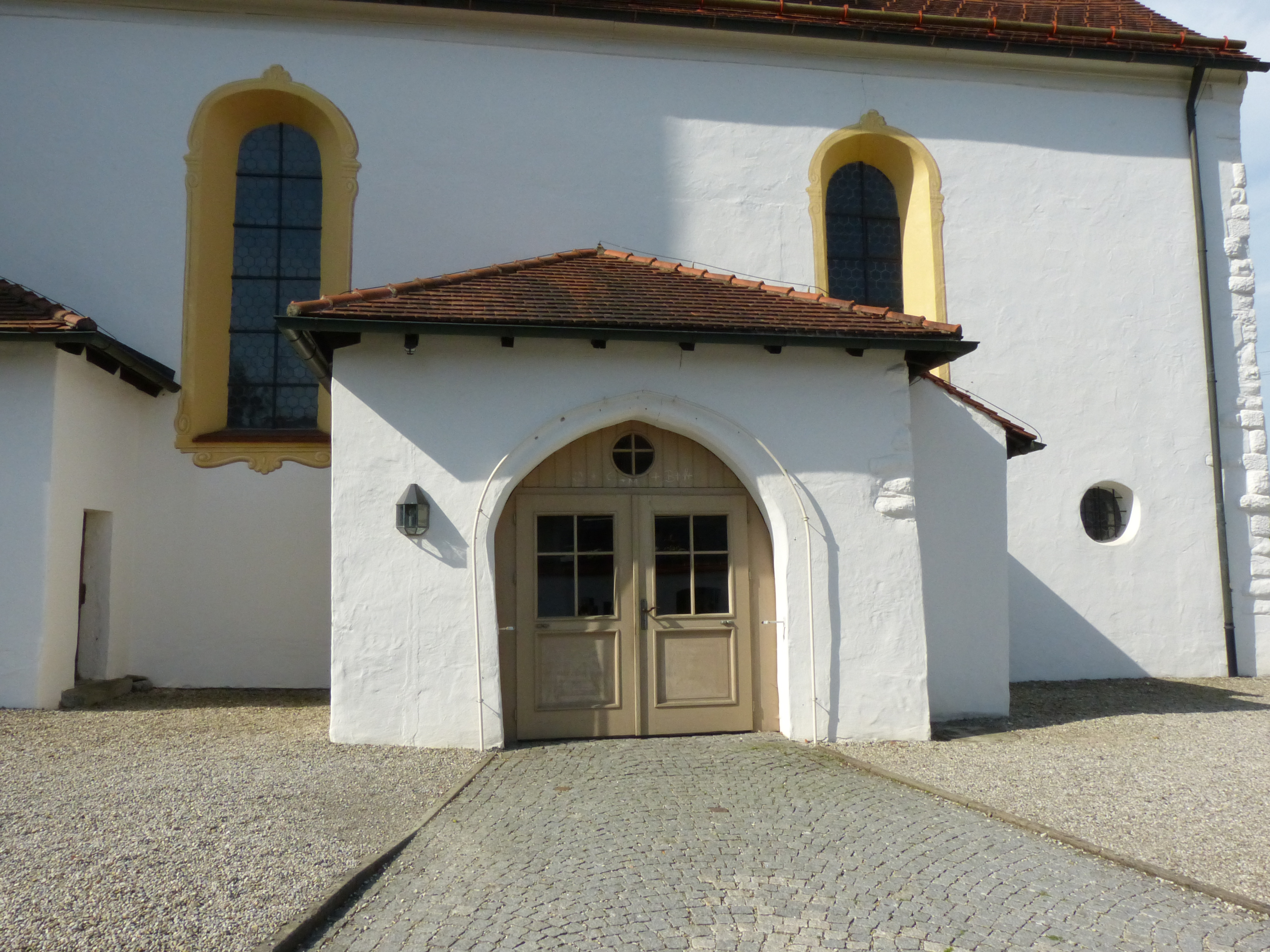
Vorzeichen

## Ausstattung

### Stuck und Fresken

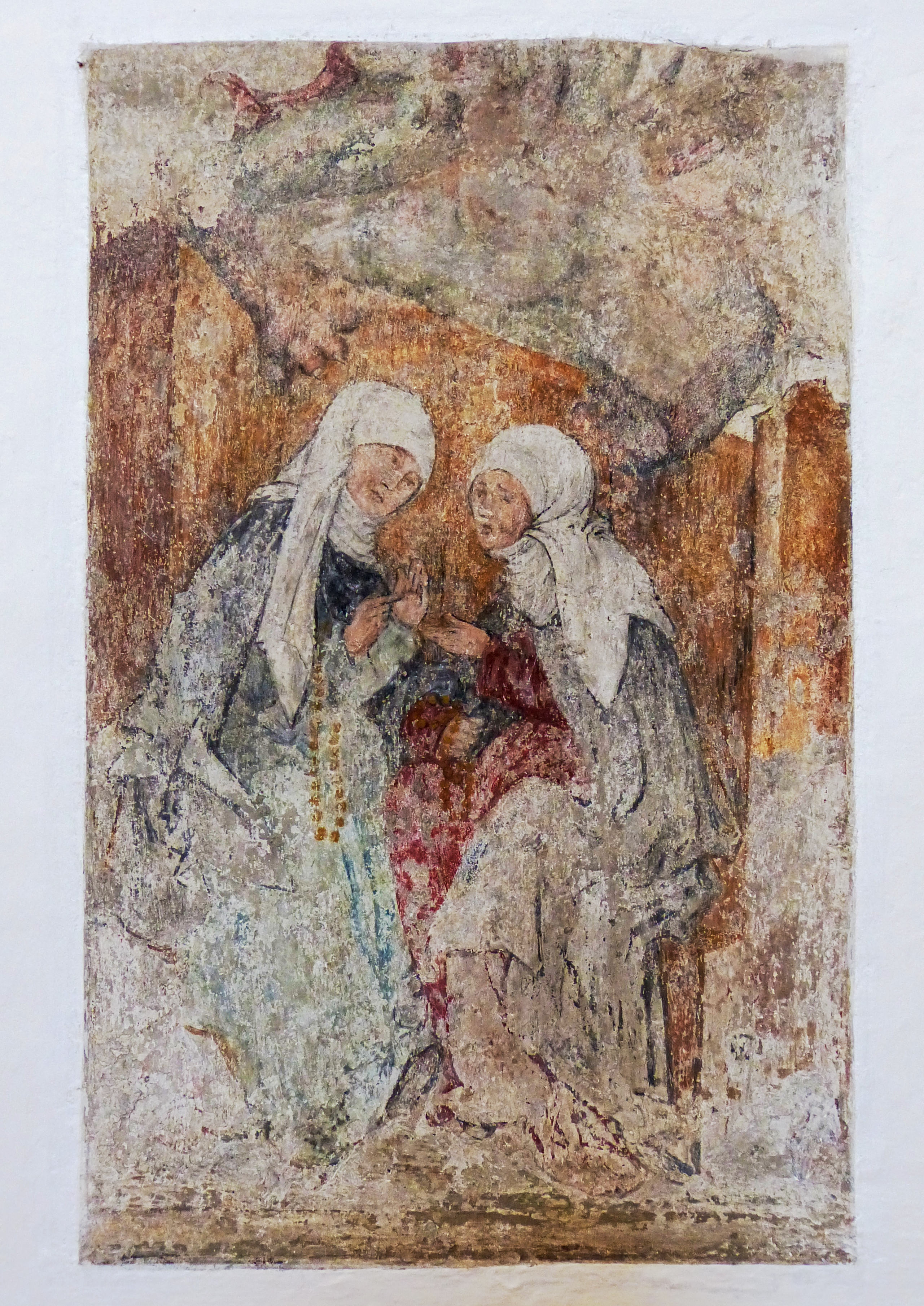
Heimsuchung Mariens, 16. Jahrhundert

Am Scheitelpunkt des Chorbogens ist in reichem Stuck das Wappen des Fürstabts Honorius Roth von Schreckenstein aufgetragen. Es wurde bei der Renovierung des Baues im Jahre 1777 angelegt.
Bei der Renovierung im Jahr 1921 werden an den Wänden des Langhauses Malereien aus dem 16. und 17. Jahrhundert freigelegt. Die Bilder auf der Nordwand wurden wieder übertüncht. In einer ersten Stellungnahme wird das eine Bild (datiert um 1520) als Geißelung der Schwatzhaftigkeit erkannt, aber später als Heimsuchung Mariens gedeutet. Es zeigt Maria und Elisabeth belauscht von einem Satan (undeutlich über den beiden Frauengestalten).
Das zweite Bild zeigt den Heiligen Martin, wie er mit dem Schwert seinen Umhang zerteilt. In der Inschrift (gemalter Sockel) ist vermerkt, dass dieses Bild von Johan Holtzey im Jahre 1625 gestiftet wurde.

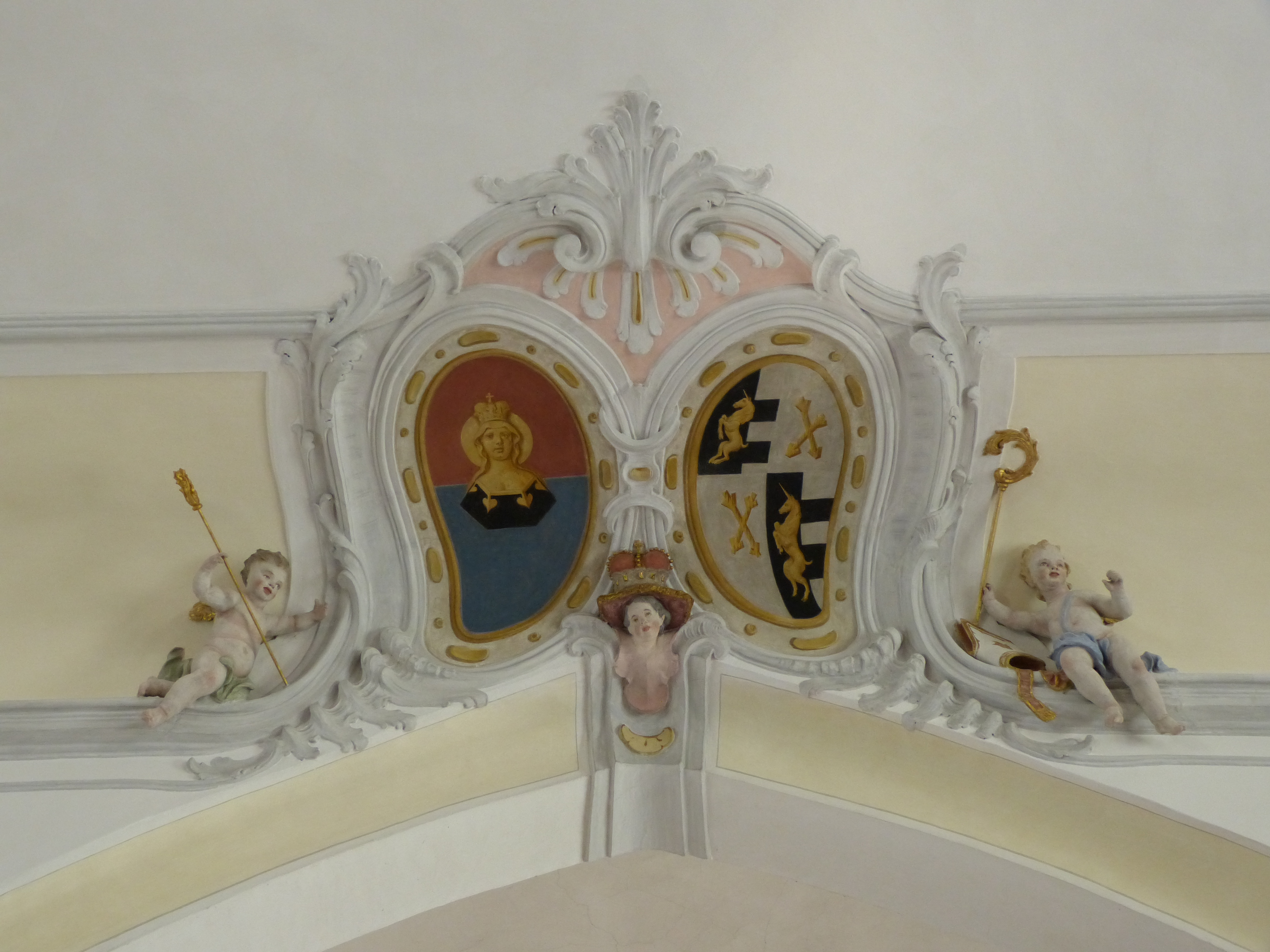
Wappen von Honorius von Schreckenstein am Chorbogen
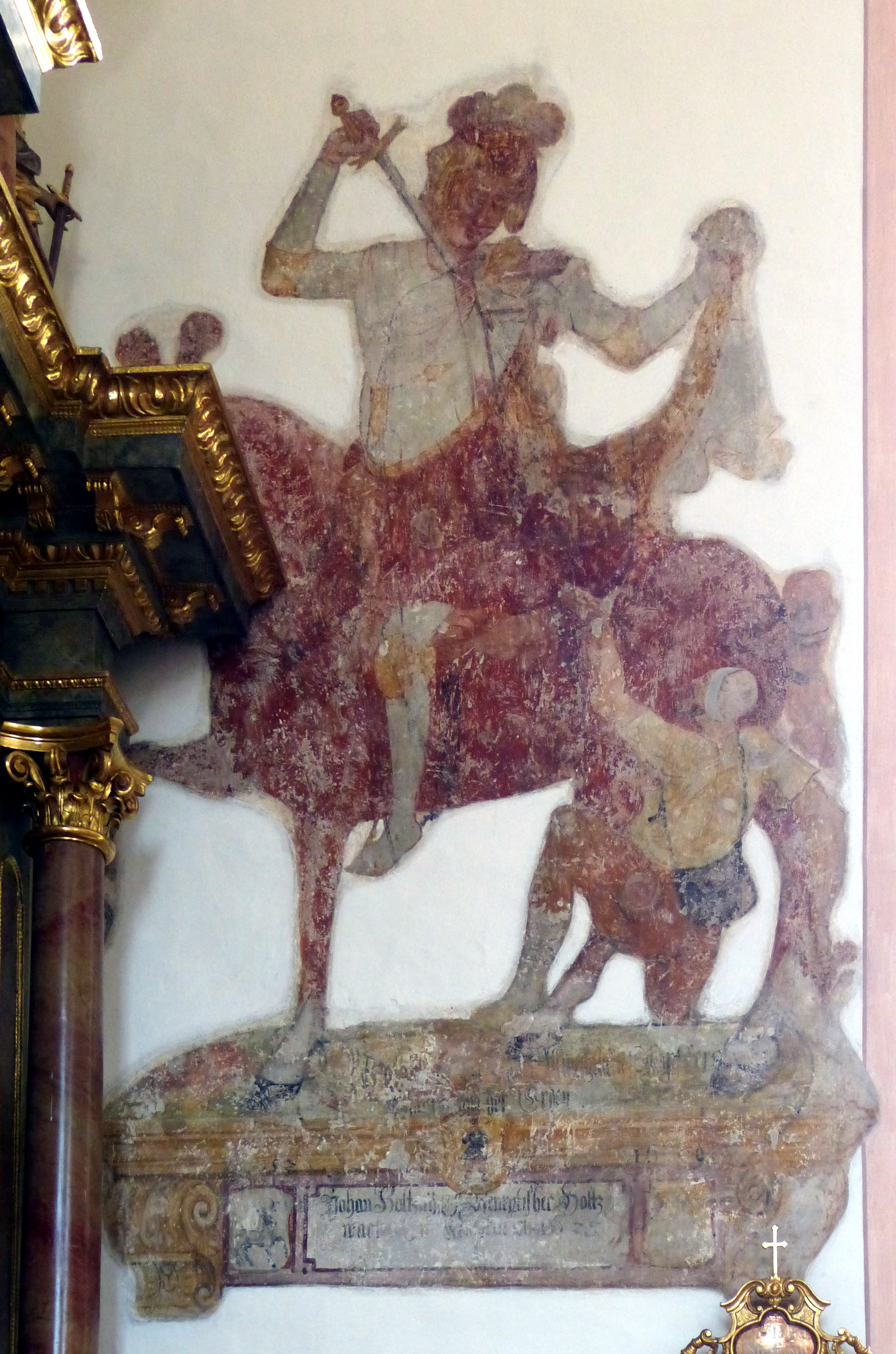
Sankt Martin

### Altäre

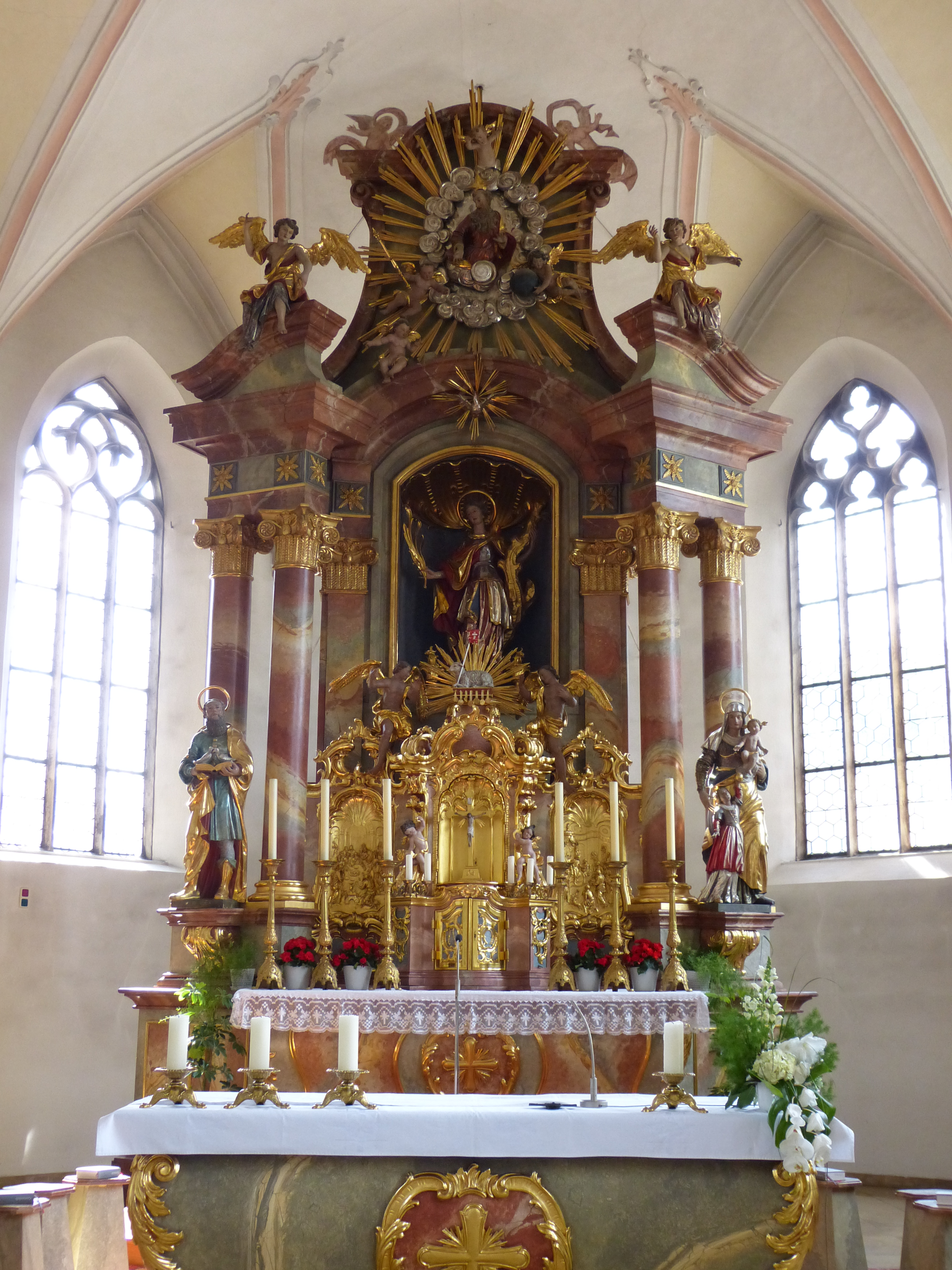
Hochaltar

Die Seitenaltäre wurden vermutlich im Jahr 1676 erbaut. Sie mussten wegen der Ungust der Zeiten im Jahr 1790 wieder restauriert werden. Zu dieser Zeit ist der Hochaltar Jesus, der rechte Seitenaltar Maria und der linke Seitenaltar Afra geweiht. Sie wurden im Jahr 1857 wiederum renoviert, 1882 neu gefasst und in den Jahren 1857, 1922 und 1958 renoviert. Im Jahr 1964 wird im linken Seitenaltar das Bild der Afra  entfernt (seit dem im Pfarrhaus) und durch die geschnitzte, gefasste Figur (Bildhauer: W. Konrad) des Josef mit Jesuskind ersetzt.
Im September des Jahres 1922 wird der Hochaltar erneuert. Nur der ursprüngliche Altartisch bleibt erhalten. In den folgenden Jahrzehnten wird der Hochaltar mehrmals verändert und ergänzt.
Im Jahr 1967 wird der Volksaltar aufgestellt. Er gleicht dem Tisch des Hochaltars.

### Deckengemälde
Das Deckenfresko und die vier Medaillons im Langhaus werden Johann Michael Koneberg (1732 — 1802) zugeschrieben. Die Bilder sind bei der Ausgestaltung im Jahr 1777 entstanden. Sie wurden im Jahr 1880 mit anderen Malereien überdeckt um im Jahr 1921 wieder freigelegt.
Die Medaillons in den Ecken der Langhausdecke sind mit Stuck gefasst. Sie stehen für die Bekehrung, das Martyrium und die Verherrlichung der heiligen Afra.
Das Bild an der Chordecke zeigt das Letzte Abendmahl. Es wird Hans Kögl zugeschrieben und ist im Jahr 1921 entstanden. Es ersetzte ein Vorgängerbild (ebenfalls das Letzte Abendmahl) das 1877 von den Gebrüdern Josef und Ludwig Fischer erstellt wurde.

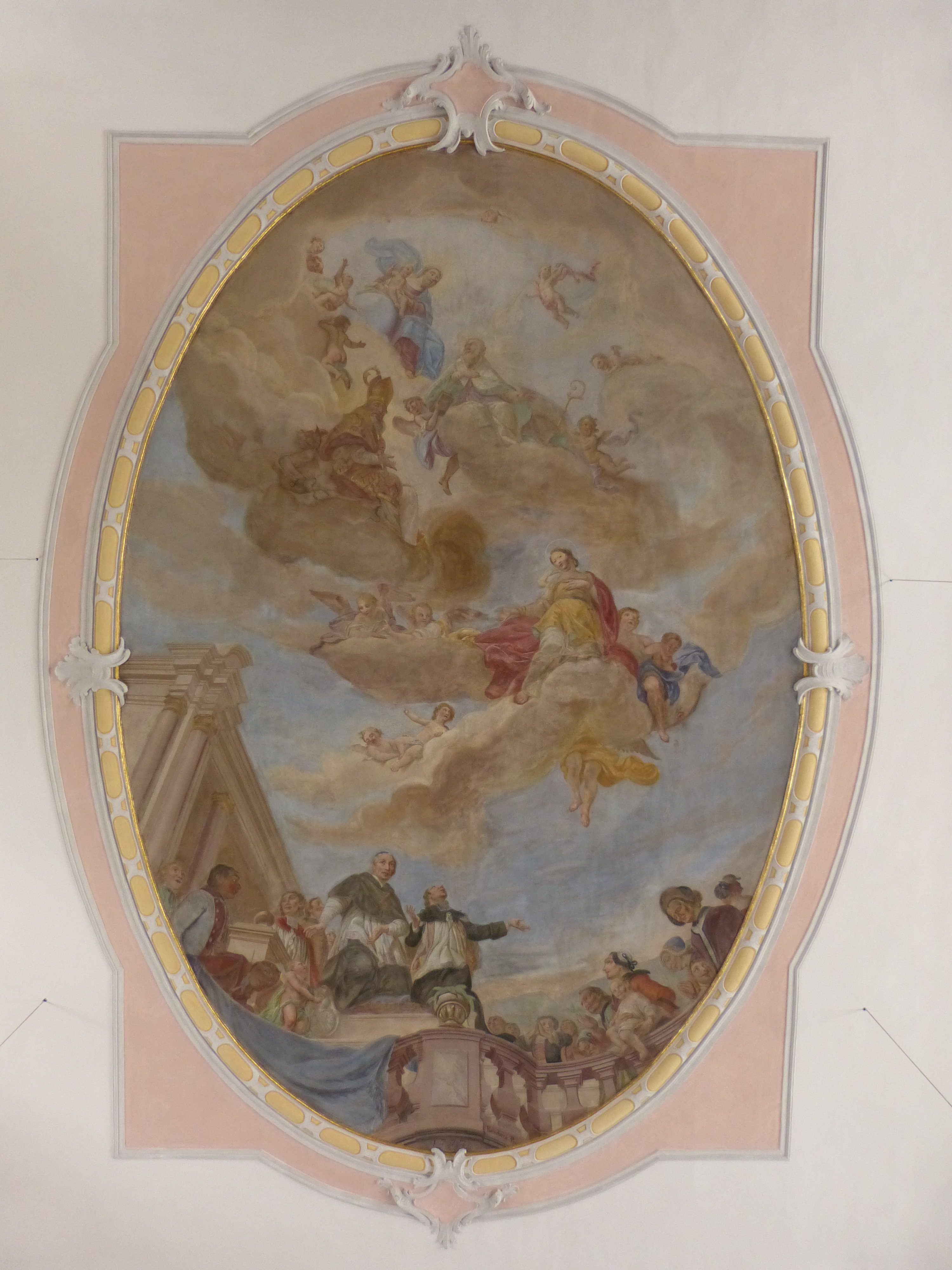
Deckengemälde Langhaus
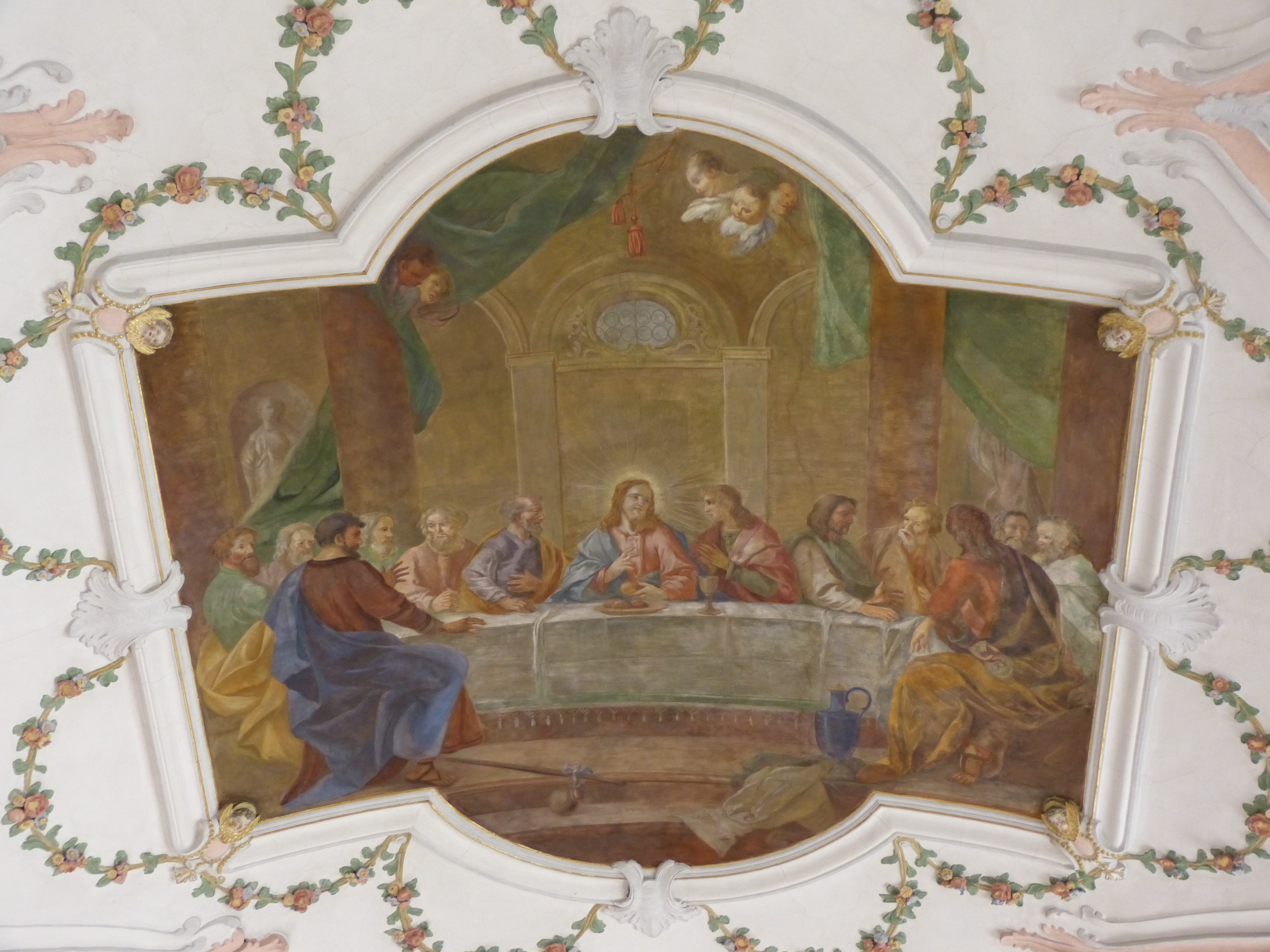
Deckengemälde Chor

### Emporenbrüstung

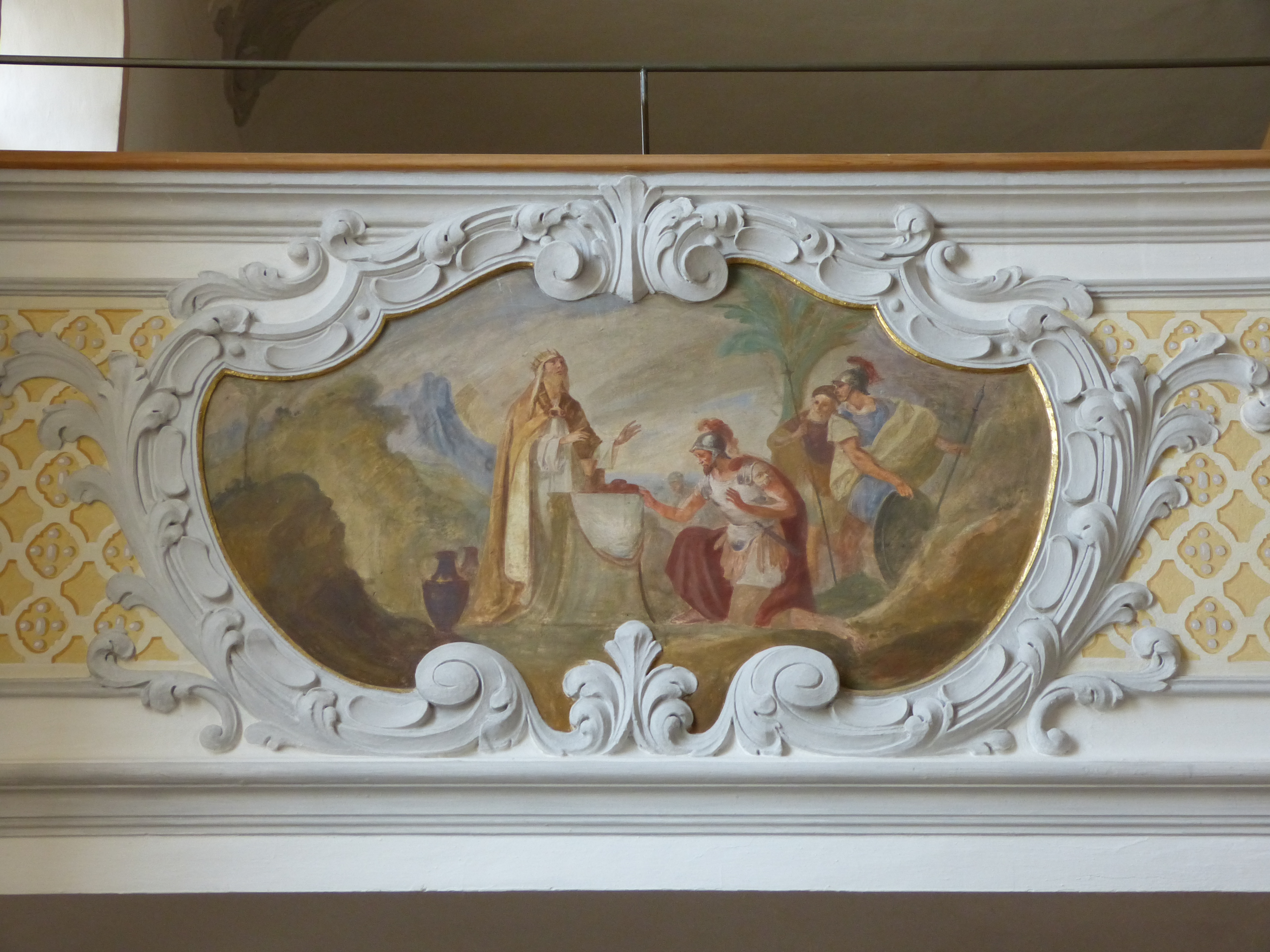
Abraham und Melchisedek

Die Empore wird im Jahr 1921 vergrößert und an der neuen Brüstung Stuck und Malereien in Form von drei Medaillons angebracht. Die Stuckatur wird von Wirth aus Augsburg, die Malereien von Hans Kögl ausgeführt.
Im linken Medaillon werden Abraham und Melchisdek, in der Mitte der Prophet Elija und rechts die Speisung der Israeliten dargestellt.

### Figuren

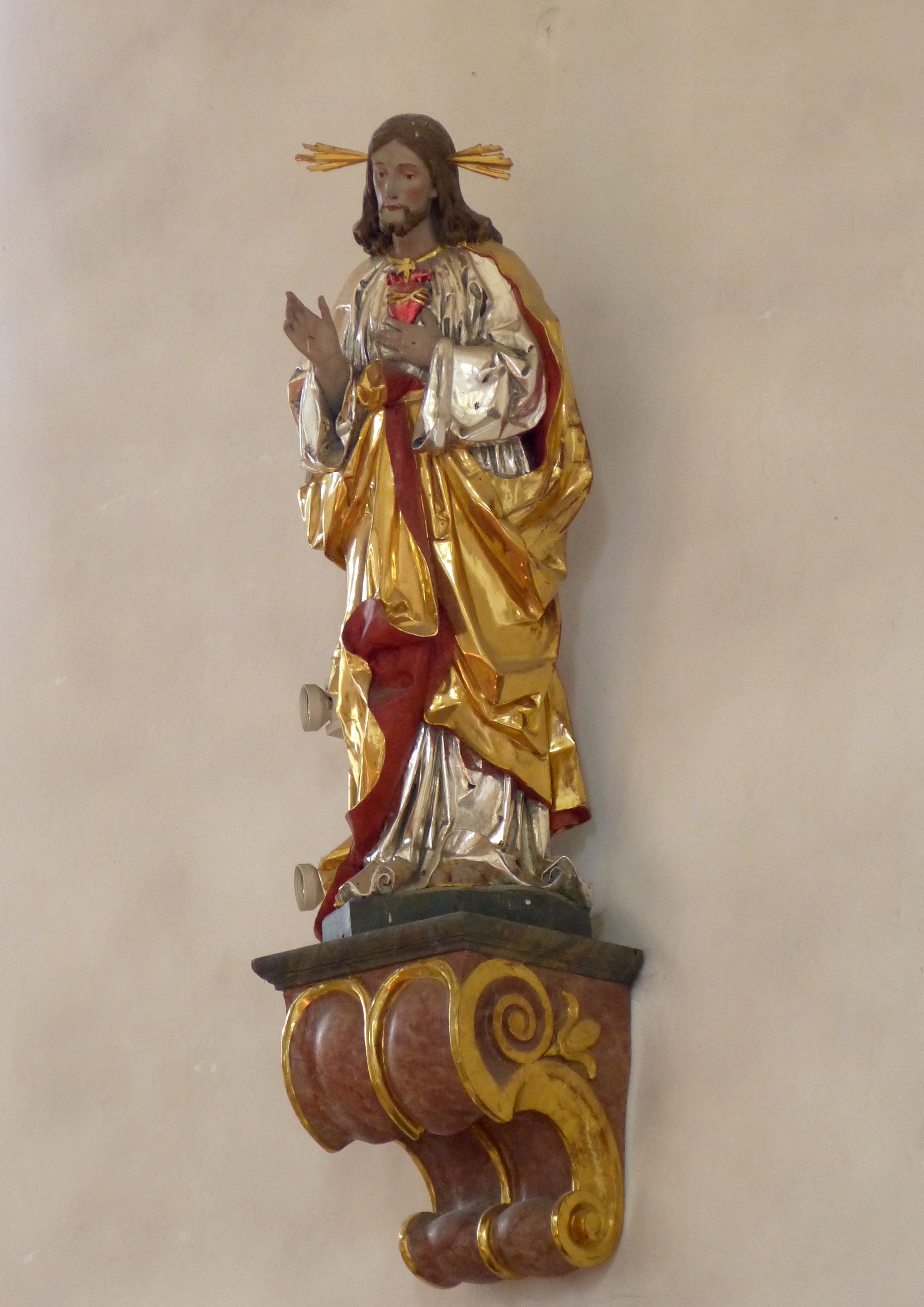
Herz Jesu

Eine gefasste Holzfigur, den Erzengel Michael darstellend, ist an der Südwand des Chores befestigt. Die Figur wurde 1695 von Michael Wagner gestiftet. Sie wurde im Jahr 1880 aus der Kirche entfernt und kehrte im Jahr 1956 wieder zurück.
Rechts daneben ist auf einem Sockel eine Herz-Jesu-Figur befestigt. Die Figur hat segnend die rechte Hand erhoben.
An der nördlichen Chorwand ist der Erzengel Raphael dargestellt. Diese Holzfigur schuf im Jahr 1958 der Schnitzer J. Konrad.
Links vom Erzengel Raphael steht die Figur des Heiligen Sebastian.

### Glocken
In der Glockenstube befinden sich fünf Glocken. Sie wurden im Jahr 1950 von C. Hamm in Regensburg gegossen.

- St. Afra (Heilige Afra, unsere Patronin, bitte für uns) – Stimmung: h – 2.350 Kg
- St. Michael (Führe die Seelen in das heilige Land) – Stimmung: d' – 1.400 Kg
- St. Maria (Gegrüßt seist du Maria, voll der Gnaden, der Herr ist mit dir) – Stimmung: e' – 900 Kg
- St. Ulrich (Vor Blitz und Unwetter bewahre uns, Herr Jesus Christus) Stimmung: fis' – 600 Kg
- St. Josef (Heiliger Josef, Helfer der Familien, bitte für uns) – Stimmung a' – 400 Kg[26]

### Orgel

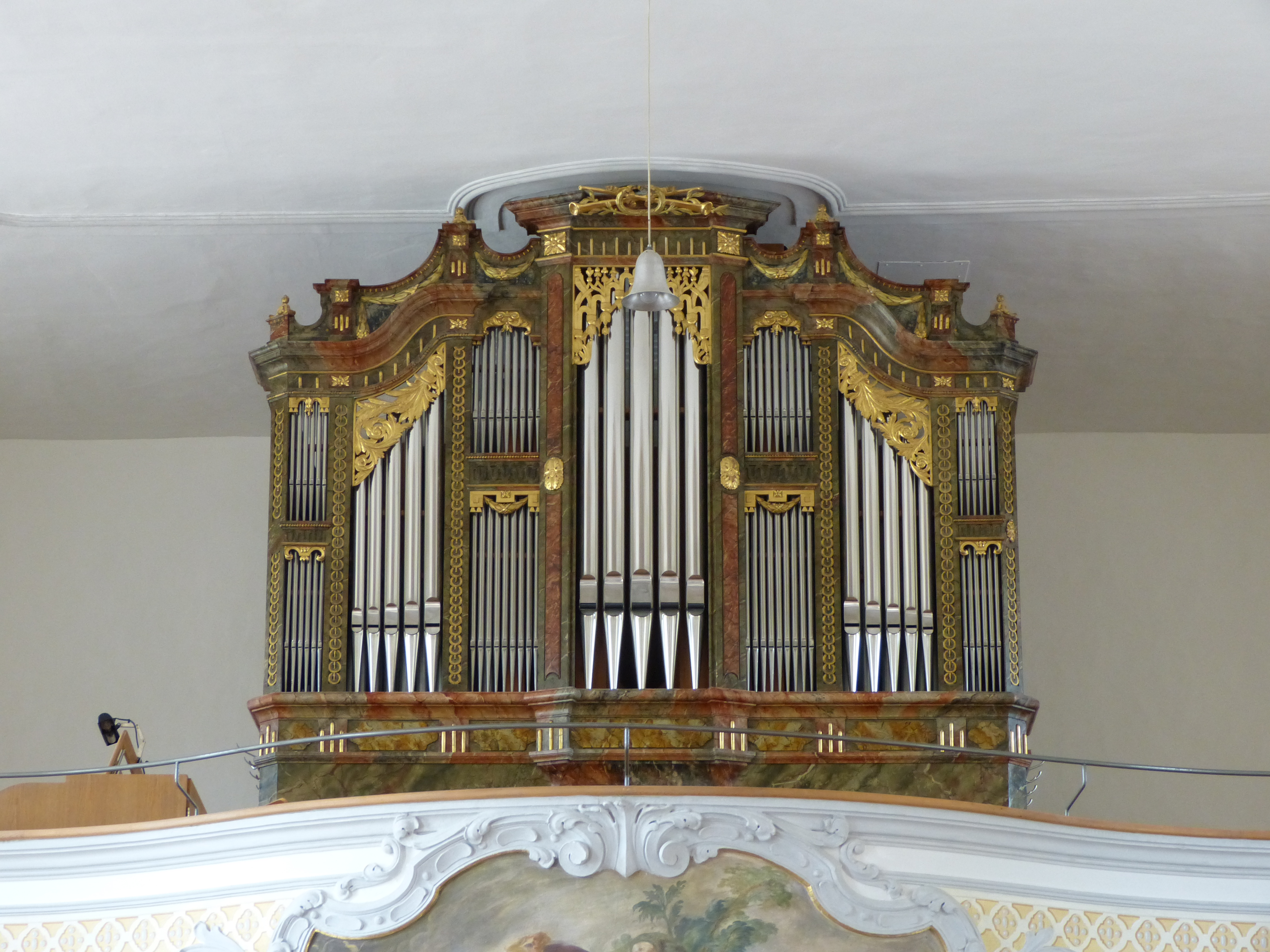
Orgelprospekt vom Langhaus aus aufgenommen

Wann die erste Orgel eingebaut wurde, lässt sich nicht mehr nachvollziehen. Im Jahre 1708 wird die erste bekannte Orgel eingebaut, sie wird im Jahre 1779 renoviert. Im Jahr 1822 wird ein neues Werk eingebaut, das vermutlich (keine Belege vorhanden) wieder ersetzt wird. Von den Gebrüdern Hindelang aus Ebenhofen wird die heutige Orgel im Jahr 1907 eingebaut. Dazu wird das vorhandene, historische Gehäuse vergrößert. Im Ersten Weltkrieg (1917) muss die Kirchengemeinde die Pfeifen aus Zinn abliefern. Als Ersatz werden Pfeifen aus Aluminium eingebaut. Im Jahr 1974 wird die Orgel durch Zeilhuber aus Altstädten überarbeitet. Die Traktur wird von pneumatischem Antrieb auf elektrischen Antrieb umgebaut, ein freistehender Spieltisch wird errichtet.
Die Orgel hat 650 Pfeifen, organisiert in 14 Registern, verteilt auf zwei Manuale und das Pedal mit einem Tonumfang von C1 bis f5.

### Sonstiges
Neben dem Josefsaltar, vor dem Chor steht der Taufstein.
Die Kanzel hat einen rückwärtigen Zugang über den Chor und den Turm. Die hölzerne Kanzel wurde vermutlich (Belege fehlen) bei der Barockisierung um 1777 eingebaut und um 1865 neu gefasst. Am Sockel und Korb der Kanzel verkörpern drei Putten die drei göttlichen Tugenden Glaube (Kreuz), Hoffnung (Anker) und Liebe (flammendes Herz). Zwei weitere Putten mit Trauben und Ähren weisen auf Brot und Wein hin. Am Korb sind drei Reliefs mit den vier Evangelisten angebracht. Die Rückwand (Tür) der Kanzel ist mit einem Oval geschmückt. Auf dem Deckel sind vier Posaunenengel und in der Mitte das Wappen des Kemptener Fürststifts, worin Hildegard als Gönnerin verewigt ist. Über dem Deckel erhebt sich das vergoldete Auge Gottes umgeben von Putten, Wolken und einem Strahlenkranz.

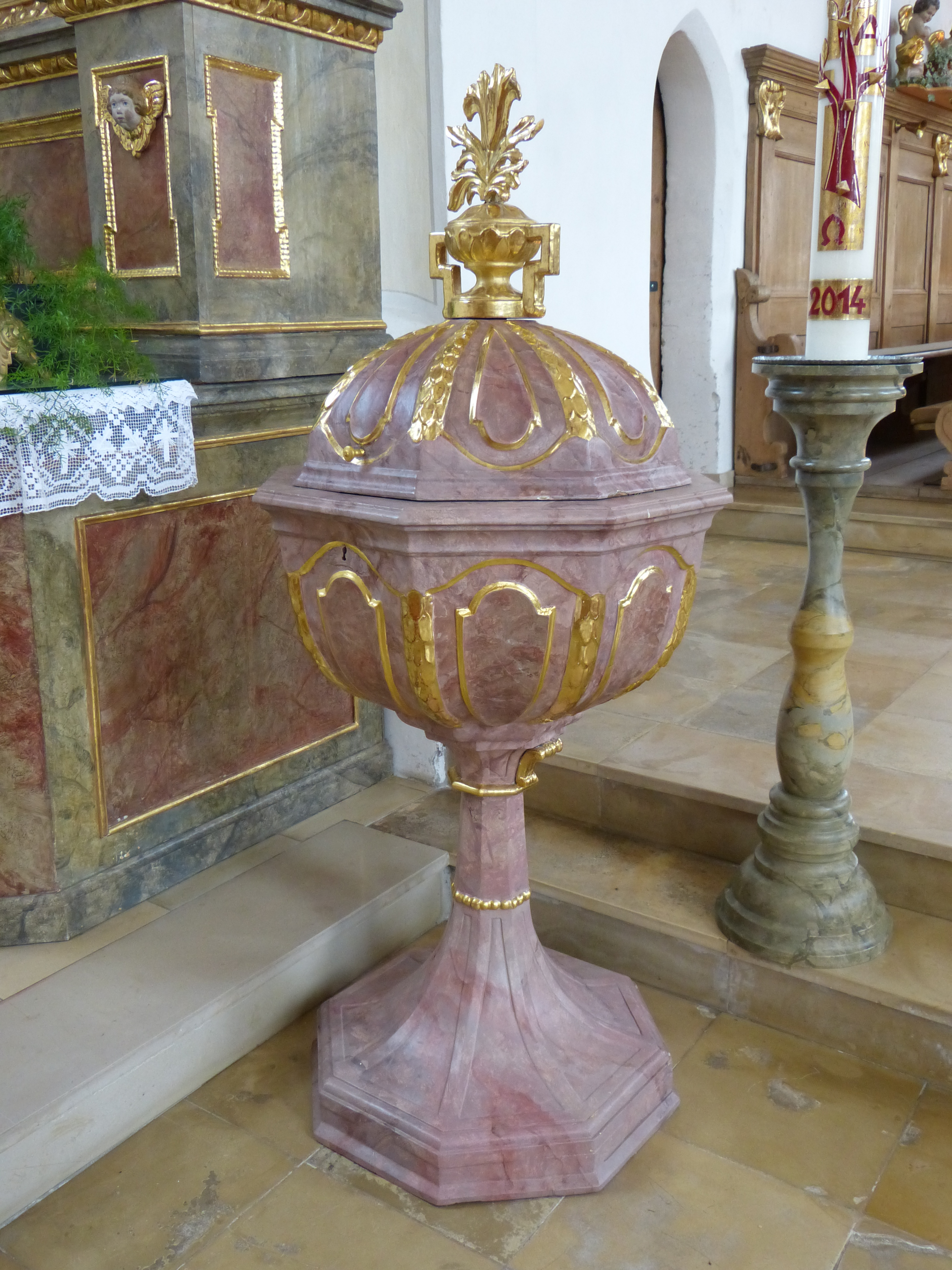
Taufstein
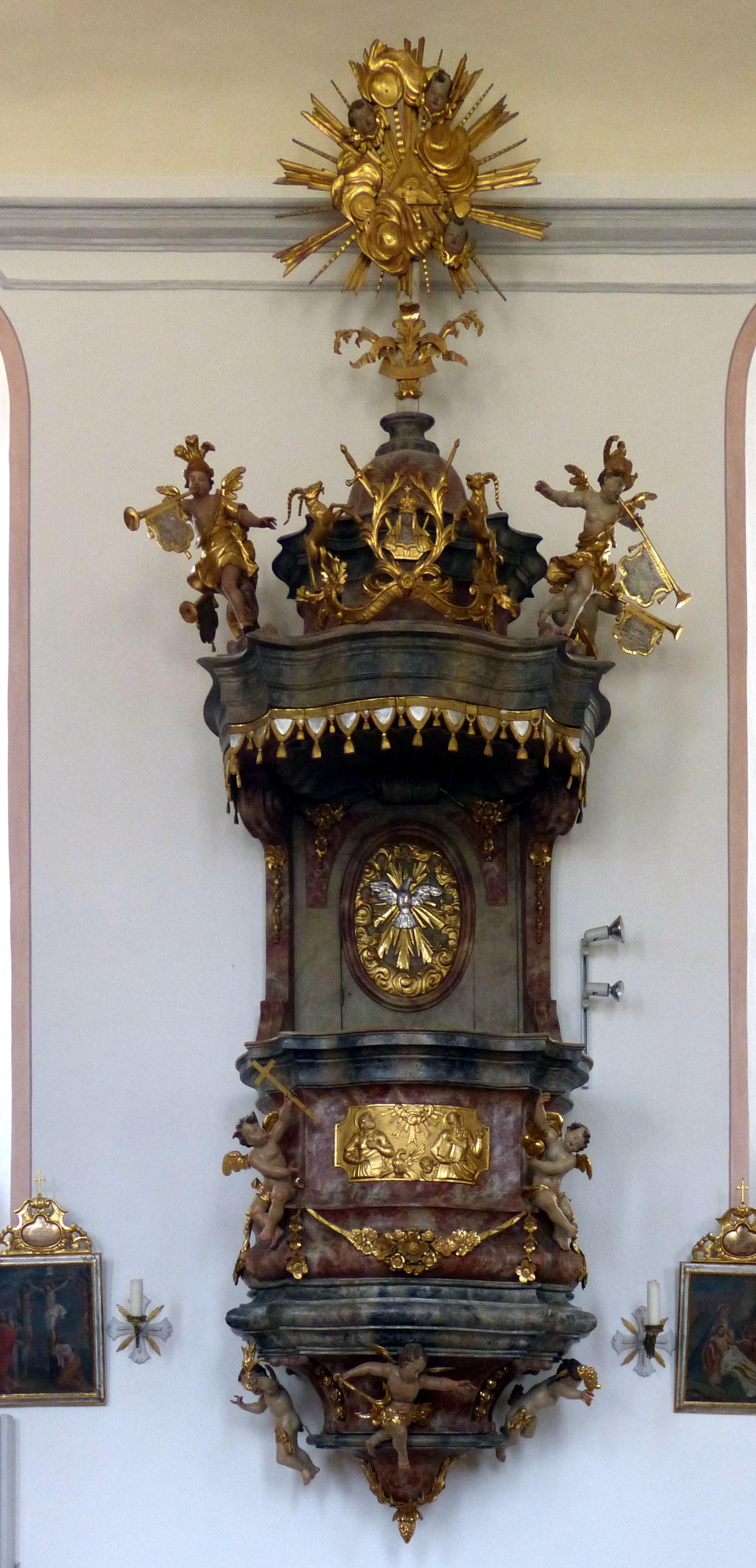
Kanzel
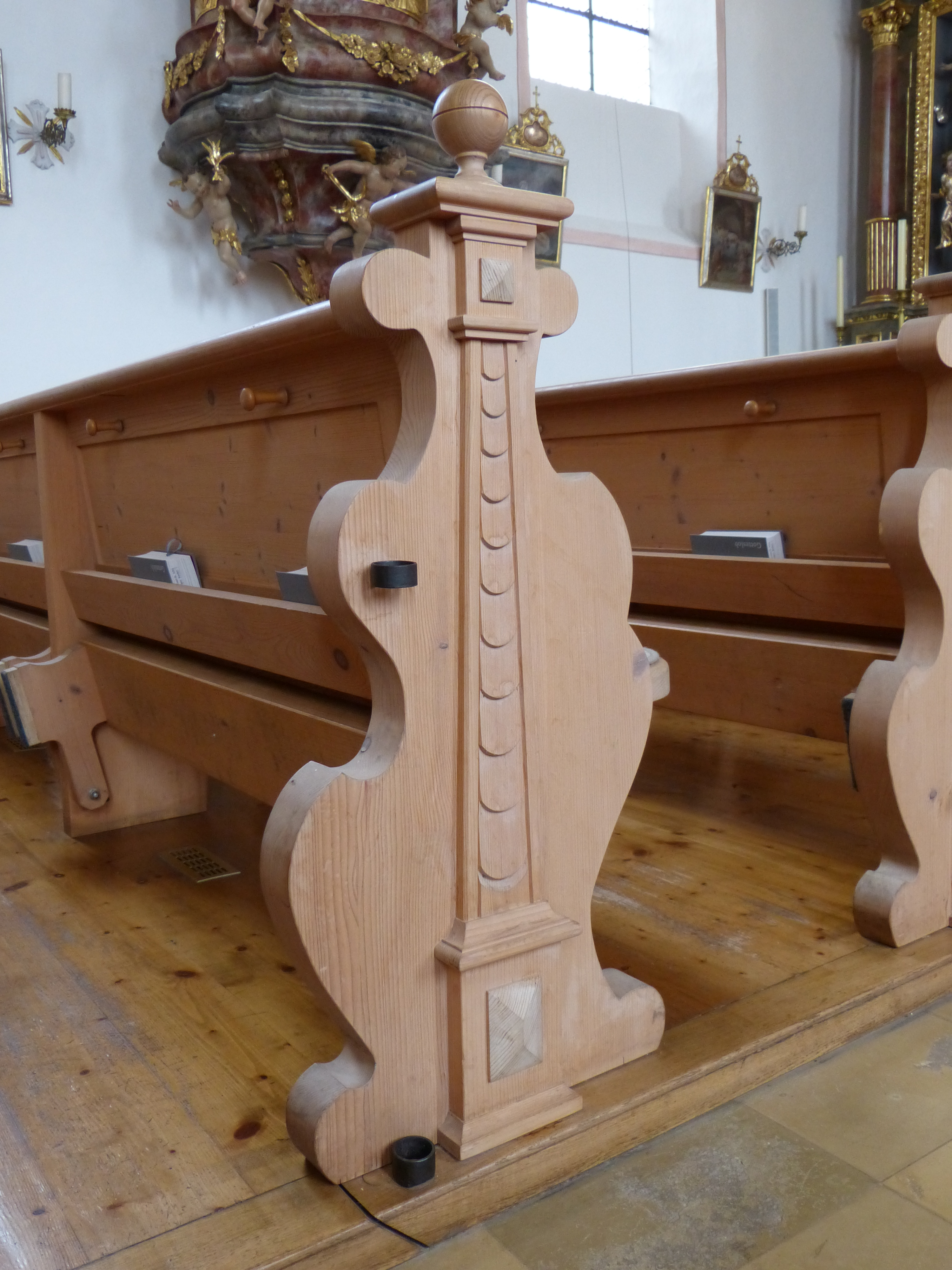
Wange der Sitzbänke